# Hololive SUPER EXPO 2023 & hololive 4th fes. Our Bright Parade Supported By Bushiroad
「hololive SUPER EXPO 2023 & hololive 4th fes. Our Bright Parade Supported By Bushiroad」は、2023年3月18日から3月19日にかけて日本・幕張メッセにて開催された、バーチャルYouTuber事務所・ホロライブプロダクションおよび、その運営元であるカバー株式会社が主催するイベント「hololive SUPER EXPO 2023 Supported By Bushiroad」および、ライブ「hololive 4th fes. Our Bright Parade Supported By Bushiroad」の総称。公式ハッシュタグは、「#ひろがるホロライブ（DAY1・DAY2）」。

## 協賛・運営・制作協力
冠協賛
株式会社ブシロード
シルバー協賛
株式会社エクシング、株式会社グッドスマイルカンパニー、株式会社タイトー、株式会社バンダイ
協賛
株式会社ウエニ貿易、株式会社バンダイナムコエンターテインメント、明利酒類株式会社、中外鉱業株式会社、合同会社DMM.com、カルチュア・エンタテインメント株式会社、株式会社イオンファンタジー
運営・制作協力
株式会社ブシロードムーブ、株式会社LIVE FORWARD、株式会社バンダイナムコミュージックライブ、株式会社LATEGRA、株式会社LOGIC＆MAGIC、株式会社VARK、株式会社FIREWORKS、株式会社ムービック・プロモートサービス、株式会社ラグスパイラル、雷音株式会社

## hololive SUPER EXPO 2023 Supported By Bushiroad
「hololive SUPER EXPO 2023 Supported By Bushiroad」（ホロライブ スーパー エキスポ 2023 サポーテッド バイ ブシロード）は、2023年3月18日から3月19日にかけて幕張メッセの国際展示場1-4ホールにて開催された、ホロライブプロダクションの2回目の全体イベント。ブースの数は、42である。

### アフターパーティ
「hololive SUPER EXPO 2023 アフターパーティin博多」（ホロライブ スーパー エキスポ 2023 アフター パーティ イン はかた）は、2023年6月24日から6月25日にかけて行われた「hololive SUPER EXPO 2023 Supported By Bushiroad」の事後企画。新大阪駅発着の特別貸切列車「新幹線 ホロライブエクスプレス」に往復乗車して福岡県でのイベントに参加するという内容のパッケージツアーで、「hololive SUPER EXPO 2023 Supported By Bushiroad」にて公開された展示物の一部の設置、「hololive 4th fes. Our Bright Parade Supported By Bushiroad」のディレイビューイング、夏色まつり、尾丸ポルカ、ラプラス・ダークネス、風真いろはによるファンミーティング、スタンプラリー街歩き企画が実施された。

## hololive 4th fes. Our Bright Parade Supported By Bushiroad
「hololive 4th fes. Our Bright Parade Supported By Bushiroad」（ホロライブ フォース フェス アワー ブライト パレード サポーテッド バイ ブシロード）は、2023年3月18日から3月19日にかけて幕張メッセのイベントホールにて開催された、ホロライブプロダクションの女性バーチャルYouTuberグループ「ホロライブ」の4回目の全体ライブ。「hololive stage DAY1」（ホロライブ ステージ デイ1）、「hololive stage DAY2」（ホロライブ ステージ デイ2）、「holo*27 stage」（ホロニーナ ステージ）の3公演からなり、公演数はホロライブの全体ライブとしては過去最大である。「hololive stage DAY1」および「hololive stage DAY2」は、それぞれ2023年3月18日と3月19日の18時から行われ、ホロライブ、ホロライブEnglish、ホロライブインドネシアに所属する総勢51名が2日間に分かれて出演した。対して「holo*27 stage」は、2023年3月19日の13時から行われ、ホロライブとボカロPのDECO*27による音楽プロジェクト「holo*27」の楽曲が披露された。
本ライブでは、日本国政府が新型コロナウイルス感染症対策の緩和を発表したことで、ホロライブの全体ライブとしては「hololive 1st fes. ノンストップ・ストーリー」以来の約2年半ぶりとなる観客の声出しが可能となった。また、ホロライブの全体ライブとしては、珍しくホロライブの所属タレントによる注意事項などのアナウンスが公演開始前に流れなかった。公演中には、前回のホロライブの全体ライブ「hololive 3rd fes. Link Your Wish Supported By ヴァイスシュヴァルツ」と同様、拡張現実による演出およびバンドによる生演奏が行われた。生演奏は、キーボードを西村奈央、ギターを山本陽介と三沢崇篤、ベースを櫻井陸来、ドラムセットを髭白健がそれぞれ担当した。

### 名称
本ライブの運営に携わった音楽担当スタッフによれば、本ライブの名称は「誰でもいつでも、世代を超えて参加できる大きなパレード」「未来を感じられるような、光を感じられるようなきらびやかなパレード」をイメージして命名され、名称にある「Parade」には「ファンのみなさんと一緒に進んでいきたい」「ホロライブのパレードに参加してください」という気持ちが込められている。

### 出演タレント
「hololive stage DAY1」および「hololive stage DAY2」では、出演タレント全員が「Our Bright Parade」の歌唱時以外は「ブライト衣装」と呼ばれるアイドル衣装、「Our Bright Parade」の歌唱時は実際に物販にて発売されたTシャツを着て出演した。前者の衣装のチーフアートディレクターおよびホロライブの衣装デザインは、イラストレーターのおるだん、ホロライブインドネシアおよびホロライブEnglishの衣装デザインの原案は、同じくイラストレーターのMika Pikazoがそれぞれ担当した。「holo*27 stage」における出演タレントの衣装は、ふだんの配信で使用しているものと同一である。
hololive stage DAY1
ときのそら、ロボ子さん、AZKi、さくらみこ、夜空メル、赤井はあと、癒月ちょこ、大空スバル、不知火フレア、白銀ノエル、角巻わため、姫森ルーナ、尾丸ポルカ、ラプラス・ダークネス、鷹嶺ルイ、博衣こより、沙花叉クロヱ、風真いろは、アユンダ・リス、アイラニ・イオフィフティーン、クレイジー・オリー、小鳥遊キアラ、一伊那尓栖、ワトソン・アメリア、七詩ムメイ、星街すいせい（特別ゲスト、詳細は#セットリストを参照）
hololive stage DAY2
星街すいせい、アキ・ローゼンタール、白上フブキ、夏色まつり、湊あくあ、紫咲シオン、百鬼あやめ、大神ミオ、猫又おかゆ、戌神ころね、兎田ぺこら、宝鐘マリン、天音かなた、常闇トワ、雪花ラミィ、桃鈴ねね、獅白ぼたん、ムーナ・ホシノヴァ、アーニャ・メルフィッサ、パヴォリア・レイネ、森カリオペ、がうる・ぐら、IRyS、セレス・ファウナ、オーロ・クロニー、ハコス・ベールズ
holo*27 stage
ときのそら、さくらみこ、星街すいせい、夜空メル、紫咲シオン、百鬼あやめ、癒月ちょこ、大神ミオ、猫又おかゆ、兎田ぺこら、不知火フレア、天音かなた、姫森ルーナ、雪花ラミィ、ラプラス・ダークネス、鷹嶺ルイ、博衣こより、沙花叉クロヱ、風真いろは、ムーナ・ホシノヴァ、アイラニ・イオフィフティーン、クレイジー・オリー、森カリオペ、小鳥遊キアラ、がうる・ぐら、七詩ムメイ、ハコス・ベールズ

### セットリスト
hololive stage DAY1
35曲目の「群青讃歌」の間奏中には、「hololive stage DAY2」に出演予定だった星街すいせいが特別ゲスト（サプライズゲスト）として登場するサプライズ演出が行われた。この演出の発案者は星街本人で、同公演の終了直後に自身のTwitterアカウントにて「運営さん、私のわがままを叶えてくれてありがとう」と運営に対する感謝を述べている。
1. 「キラメキライダー☆」（星街すいせいを除くDAY1の出演者全員）
2. 「BUTA」（赤井はあと）
3. 「WAO!!」（博衣こより）
4. 「リリカルMonster」（白銀ノエル）
5. 「キャラメル・デビル」（夜空メル）
6. 「ワールドイズマイン」（姫森ルーナ）
  - MC1（白銀ノエル、博衣こより）
7. 「オーバード」（鷹嶺ルイ）
8. 「NoDistance」（癒月ちょこ）
9. 「DO U」（小鳥遊キアラ）
10. 「リルビ」（ロボ子さん）
11. 「Dark Breath」（ラプラス・ダークネス）
  - MC2（鷹嶺ルイ、小鳥遊キアラ）
12. 「スターライト」（大空スバル）
13. 「ペルソナ」（尾丸ポルカ）
14. 「生きるよすが」（アユンダ・リス）
15. 「擬態ごっこ」（沙花叉クロヱ）
  - MC3（尾丸ポルカ、沙花叉クロヱ）
16. 「ChikuTaku」（ワトソン・アメリア）
17. 「JOLLIE JOLLIE」（クレイジー・オリー）
18. 「いろはすてっぷ!」（風真いろは）
19. 「アトリエ」（不知火フレア）
20. 「夢見る羊」（角巻わため）
  - MC4（ワトソン・アメリア、クレイジー・オリー）
21. 「この手で奏でるありがとう」（アイラニ・イオフィフティーン）
22. 「最後の花弁（The meaning of love）」（一伊那尓栖）
23. 「afterglow」（AZKi）
  - MC5（一伊那尓栖、アイラニ・イオフィフティーン）
24. 「My Dearest」（七詩ムメイ）
25. 「サクラカゼ」（さくらみこ）
26. 「ユメゾラ☆ファンファーレ」（ときのそら）
  - MC6（ときのそら、さくらみこ）
27. 「トンデモワンダーズ」（アユンダ・リス、アイラニ・イオフィフティーン）
28. 「可愛くてごめん」（ロボ子さん、AZKi、夜空メル）
29. 「スキちゃん」（小鳥遊キアラ、一伊那尓栖、ワトソン・アメリア、七詩ムメイ）
30. 「とまどい→レシピ」（癒月ちょこ、大空スバル、姫森ルーナ）
  - MC7 （癒月ちょこ、大空スバル、姫森ルーナ）
31. 「ロストワンの号哭」（赤井はあと、クレイジー・オリー）
32. 「ETERNAL BLAZE」（ときのそら、角巻わため）
33. 「常夜リペイント」（ラプラス・ダークネス、鷹嶺ルイ、博衣こより、沙花叉クロヱ、風真いろは）
34. 「群青讃歌」（さくらみこ、星街すいせい、不知火フレア、白銀ノエル、尾丸ポルカ）
35. 「Our Bright Parade」（星街すいせいを除くDAY1の出演者全員）

hololive stage DAY2
3曲目の「かわ世」および4曲目の「ゼッタイ王政カーニバル!」は、本公演にて公開された新曲である。
1. 「Shiny Smily Story」（DAY2の出演者全員）
2. 「Hi Fine FOX!!」（白上フブキ）
3. 「かわ世」（百鬼あやめ）
4. 「ゼッタイ王政カーニバル!」（夏色まつり）
5. 「ララララビット!!」（兎田ぺこら）
6. 「カミサマ・ネコサマ」（猫又おかゆ）
  - MC1（白上フブキ、兎田ぺこら）
7. 「学園天国」（桃鈴ねね）
8. 「走れマキバオー」（戌神ころね）
9. 「メグメグ☆ファイアーエンドレスナイト」（がうる・ぐら）
  - MC2（森カリオペ、がうる・ぐら）
10. 「Taste of Death」（森カリオペ）
11. 「Illusion Night」（パヴォリア・レイネ）
12. 「HERE COMES HOPE」（IRyS）
13. 「Let Me Stay Here」（セレス・ファウナ）
14. 「Daydream」（オーロ・クロニー）
15. 「愛の小さな歌」（ムーナ・ホシノヴァ）
  - MC3（ムーナ・ホシノヴァ、パヴォリア・レイネ）
16. 「ROSE of the LAMP」（アキ・ローゼンタール）
17. 「melody」（獅白ぼたん）
18. 「シャンデリア」（紫咲シオン）
19. 「神っぽいな」（ハコス・ベールズ）
20. 「I'm Your Treasure Box *あなたは マリンせんちょうを たからばこからみつけた。」（宝鐘マリン）
21. 「ライメイ」（常闇トワ）
  - MC4（宝鐘マリン、常闇トワ）
22. 「みちづれ」（星街すいせい）
23. 「カトラリー」（アーニャ・メルフィッサ）
24. 「夜光通信」（大神ミオ）
25. 「別世界」（天音かなた）
26. 「Fleur」（雪花ラミィ）
27. 「未だ、青い」（湊あくあ）
  - MC5（湊あくあ、天音かなた）
28. 「Bad Apple!! feat. nomico」（百鬼あやめ、宝鐘マリン、天音かなた）
29. 「ウマーベラス」（大神ミオ、猫又おかゆ、戌神ころね）
30. 「恋は渾沌の隷也」（紫咲シオン、がうる・ぐら）
  - MC6（大神ミオ、猫又おかゆ、戌神ころね）
31. 「summertime」（セレス・ファウナ、オーロ・クロニー、ハコス・ベールズ）
32. 「放課後ストライド」（アキ・ローゼンタール、夏色まつり、雪花ラミィ、桃鈴ねね）
33. 「ワールドワイドフェスティバル」（白上フブキ、兎田ぺこら、獅白ぼたん）
  - MC7（夏色まつり、桃鈴ねね）
34. 「怪物」（森カリオペ、IRyS）
35. 「夜咄ディセイブ」（ムーナ・ホシノヴァ、アーニャ・メルフィッサ、パヴォリア・レイネ）
36. 「空奏列車」（星街すいせい、湊あくあ、常闇トワ）
37. 「Our Bright Parade」（DAY2の出演者全員）

holo*27 stage
本公演では、「holo*27」のアルバム『holo*27 Originals Vol.1』および『holo*27 Covers Vol.1』に収録されている20曲の楽曲がすべて披露された。ライブステージの演出およびセットリストの順番の決定は、DECO*27が担当した。
1. 「モッシュレース」（さくらみこ、兎田ぺこら）
2. 「ヴァンパイア」（夜空メル、癒月ちょこ）
3. 「シンデレラ」（姫森ルーナ）
4. 「アニマル」（大神ミオ、博衣こより）
  - MC1（大神ミオ、博衣こより）
5. 「ビビビ」（百鬼あやめ）
6. 「Sweet Appetite」（がうる・ぐら、ハコス・ベールズ）
7. 「夢嵐」（風真いろは）
  - MC2（風真いろは）
8. 「Baby Don't Stop」（雪花ラミィ、鷹嶺ルイ）
9. 「ゾンビ」（クレイジー・オリー）
10. 「乙女解剖」（ムーナ・ホシノヴァ）
  - MC3（ムーナ・ホシノヴァ）
11. 「P.E.T.」（沙花叉クロヱ）
12. 「リップシンク」（紫咲シオン、ラプラス・ダークネス）
13. 「エンドロール」（猫又おかゆ）
  - MC4（猫又おかゆ）
14. 「妄想感傷代償連盟」（不知火フレア）
15. 「ヒル」（天音かなた）
16. 「モザイクロール（Reloaded）」（アイラニ・イオフィフティーン）
17. 「ゴーストルール」（小鳥遊キアラ、七詩ムメイ）
18. 「ヒバナ（Reloaded）」（森カリオペ）
  - MC5（森カリオペ）
19. 「プラネタリウム」（星街すいせい）
  - MC6（ときのそら）
20. 「愛言葉IV」（ときのそら）

### エンディング
「hololive stage DAY1」および「hololive stage DAY2」の公演終了直後には、以下の特報が発表された。
hololive stage DAY1
1. プロジェクト「ホロライブシティ」の始動
2. ホロライブ5期生のライブ「hololive 5th Generation Live "Twinkle 4 You"」の開催
3. ホロライブEnglishのライブ「hololive English 1st Concert -Connect the World-」の開催
4. Blu-ray Disc『hololive 4th fes. Our Bright Parade』の発売

hololive stage DAY2
1. 音楽プロジェクト「Blue Journey」の始動
2. 企画「ホロライブ・サマー」に関する映像の公開

### 楽曲「Our Bright Parade」
「Our Bright Parade」（アワー ブライト パレード）は、「hololive 4th fes. Our Bright Parade Supported By Bushiroad」のために制作された、hololive IDOL PROJECTの楽曲。カバー株式会社の自社レーベル「cover corp.」から、2023年3月9日に配信された。作詞・作曲・編曲は堀江晶太（PENGUIN RESEARCH）が手がけており、歌唱には白上フブキ、さくらみこ、天音かなた、雪花ラミィ、博衣こより、沙花叉クロヱ、アユンダ・リス、ワトソン・アメリアが参加した。
| 全作詞・作曲・編曲: 堀江晶太。 |                                     |          |            |      |
| #                              | タイトル                            | 作詞     | 作曲・編曲 | 時間 |
| 1.                             | 「Our Bright Parade」               | 堀江晶太 | 堀江晶太   | 4:29 |
| 2.                             | 「Our Bright Parade」(Instrumental) | 堀江晶太 | 堀江晶太   | 4:29 |
| 合計時間:                      | 合計時間:                           | 8:58     |            |      |

### Blu-ray Disc
『hololive 4th fes. Our Bright Parade』（ホロライブ フォース フェス アワー ブライト パレード）は、株式会社ブシロードミュージックから2023年10月25日に発売された、「hololive 4th fes. Our Bright Parade Supported By Bushiroad」の模様を収録したBlu-ray Disc。3枚組で、「DISC1」には「hololive stage DAY1」、「DISC2」には「hololive stage DAY2」、「DISC3」には「holo*27 stage」の模様をそれぞれ収録している。初週12,348枚として、オリコンチャートによる2023年11月06日付の週間 Blu-rayランキングにて4位、週間 ミュージックBlu-rayランキングおよび週間 ミュージックDVD・Blu-rayランキングにて2位を記録した。

### アフター上映
「『hololive 4th fes. Our Bright Parade』アフター上映」（ホロライブ フォース フェス アワー ブライト パレード アフターじょうえい）は、2023年9月9日から9月10日にかけて日本のイオンシネマ54館にて開催された、「hololive 4th fes. Our Bright Parade Supported By Bushiroad」の劇場上映会。9月9日には「hololive stage DAY1」、9月10日には「hololive stage DAY2」の模様が上映され、9月9日の上映前には博衣こよりと小鳥遊キアラ、9月10日の上映前には沙花叉クロヱとアイラニ・イオフィフティーンによる限定コメント映像が流れた。公演は1日2回で、1回目は12時から15時、2回目は16時から19時にかけて行われた。